# Pokolec królewski
Pokolec królewski, pokolec (Paracanthurus hepatus) – gatunek morskiej ryby okoniokształtnej z rodziny pokolcowatych (Acanthuridae), nazywany również chirurgiem lub cyrulikiem. Jedyny przedstawiciel rodzaju Paracanthurus. Hodowany w akwariach morskich.

## Występowanie
Głównie zamieszkuje okolice raf koralowych Indo-Pacyfiku. Był sporadycznie spotykany w rejonach Wielkiej Rafy Koralowej, a także na rafach koralowych Nowej Kaledonii, Samoa, Japonii oraz wschodniej Afryki. Nigdzie jednak nie stwierdzono nadmiernie licznej populacji.

## Wygląd
Ciało typowe dla rodzaju Paracanthurus. Zabarwienie ciała intensywnie niebieskie. Płetwa ogonowa oraz u niektórych osobników płetwy piersiowe intensywnie żółte. Parzyście po obu stronach ciała od oka biegnie w kierunku ogona czarna pręga, która w środkowej partii ciała tworzy charakterystyczne cylindryczne zapętlenie. Ta sama pręga tworzy charakterystyczne obrzeżenie żółtej płetwy ogonowej, co powoduje u obserwatora wrażenie patrzenia na paletę malarską. Dlatego w niektórych krajach (pokolec królewski) jest nazywany niebieską paletą. Głowa krótka, wciśnięta w ciało, wyglądająca raczej jak nos, tępo zakończona pyskiem przypominającym dziób papugi. W płetwie grzbietowej występuje 9 sztywnych kolców oraz od 26 do 28 miękkich promieni. W płetwie odbytowej (pokolec królewski) posiada 3 sztywne kolce oraz od 24 do 26 miękkich promieni. Dorasta do 31 cm. Uważa się, że niektóre gatunki Acanthurus mają gruczoły jadowe, a ich kolce są używane tylko jako metoda ochrony przed najeźdźcami.

## Pożywienie
Dieta młodych osobników składa się głównie z planktonu. Dorosłe ryby są wszystkożerne i żywią się planktonem, ale także nie gardzą algami. W warunkach hodowlanych dieta powinna zawierać mrożony kryl i artemię oraz suchą karmę z dodatkiem alg.

## Warunki hodowlane
Pokolec królewski preferuje wodę o temperaturze z zakresu 24–26 °C oraz zasoleniu 1,022 g/ml. Z uwagi na rozmiary ciała do hodowli zaleca się zbiorniki bardzo duże. 
W warunkach naturalnych żyją w parach lub w małych grupach do 10-12 osobników. Dobierając obsadę zbiornika nie należy przesadzać z liczebnością. Zaleca się grupy złożone z trzech par. 
Ryby osiągają dojrzałość płciową w wieku 9–12 miesięcy. Tarło odbywa się w późnych godzinach popołudniowych i wieczornych. W trakcie "spektaklu" samce są bardzo agresywne względem samic. Samiec stara się zagonić partnerkę w kierunku powierzchni wody, gdzie uwalniane są jaja i plemniki. Jaja są małe, około 0,8 mm średnicy. Po 24 godzinach z zapłodnionych jaj wylegają się przezroczyste larwy ze srebrzystymi brzuchami. 
Pokolec królewski ma skłonność do leżenia na boku. Jest to normalne zachowanie i nie należy się obawiać takich reakcji u ryb. Skłonność do częstych chorób jest najtrudniejszym elementem w hodowli ryb. Paracanthurus są dość podatne na oddziaływanie zakaźnych i pasożytniczych ognisk występujących w hodowli w niewoli. Są one szczególnie podatne na erozyjne stany określane jako HLLE "erozja głowy i bocznej linii". Jest coraz więcej dowodów na to, że objawy dwustronnego zniekształcenia ciała (ubytki i wżery) powstają głównie ze względu na brak odpowiednich składników odżywczych, głównie witamin C, A i D. Niektórzy ichtiolodzy opowiadają się za tym, że przyczynami HLLE są także: napięcia wywołane hodowlą w niewoli, pierwotniaki Octomita necatrix oraz złej jakości woda.